# Błażej Dowlasz
Błażej Dowlasz (* 29. Mai 1978 in Łódź, Polen) ist Komponist, Pianist und Klangkünstler, hauptsächlich im Bereich zeitgenössischer elektroakustischer Musik.

## Biografie
Von 1997 bis 1999 Klavierstudium an der Musikakademie Kattowitz, Polen. Von 1999 bis 2002 Klavierstudium und von 2002 bis 2007 Kompositionsstudium an der Hochschule für Musik Franz Liszt Weimar.

## Künstlerische Arbeit
In den Jahren 1995 bis 2000 aktiv als Musiker und Komponist in den Bereichen Jazz, Theatermusik und zeitgenössische Musik. Seit 2000 beschäftigt er sich hauptsächlich mit zeitgenössischer elektroakustischer Musik und Klangkunst.
Darüber hinaus ist er als Kurator und Förderer elektroakustischer Musik aktiv, z. B. im eaSoundArt e.V.

## Werke
Seine Werke werden in Europa regelmäßig aufgeführt, u. a. in Deutschland, Frankreich, Schweden, Polen und wurden im Rundfunk gesendet. Sein Œuvre umfasst über 40 Originalkompositionen.